# كارلوس ونايت
كارلوس ونايت (بالإنجليزية: Carlos Knight)‏ هو ممثل أمريكي، ولد في 22 أكتوبر 1993 في الولايات المتحدة.

## وصلات خارجية
- كارلوس ونايت على موقع IMDb (الإنجليزية)
- كارلوس ونايت على موقع ألو سيني (الفرنسية)
- كارلوس ونايت على موقع أول موفي (الإنجليزية)
- كارلوس ونايت على موقع قاعدة بيانات الفيلم (الإنجليزية)
- كارلوس ونايت على موقع كينوبويسك (الروسية)